# Lorenza Trucchi
Lorenza Trucchi (Principato di Monaco, 11 gennaio 1922) è una critica d'arte e giornalista italiana.

## Biografia
Lorenza Trucchi è figlia di Olga Cassini e Lorenzo Trucchi, noto medico chirurgo che esercitava la professione nel Principato.
Dal 1950 collabora assiduamente ai quotidiani: Il Momento, Il Gazzettino, Il Corriere mercantile, e ai periodici: Leggere, Il Taccuino delle Arti, Giovedì, Art Dossier. Nel 1955 inizia a scrivere su La Fiera Letteraria e dal 1967 al 1977 è titolare su Momento Sera della rubrica settimanale Arte per tutti. Cura l'inserto arte della rivista L'Europa letteraria diretta da Giancarlo Vigorelli dal 1961 al 1968. Ha fatto parte della Commissione Esperti del Settore Arti Visive delle Biennali di Venezia nel 1988 e nel 1990. Ha tenuto la cattedra di Storia dell'arte presso le Accademie di Belle Arti di L'Aquila e di Roma dal 1969 al 1994. Dal 1995 al giugno del 2001 è stata la presidente della XII Quadriennale nazionale d'arte di Roma.
Importante il legame artistico di Lorenza Trucchi con Jean Dubuffet in tutti i campi che l'artista francese ha esplorato. «Jean Dubuffet è stato il migliore critico e l'esegeta più esauriente della propria opera. (...) Jean Dubuffet non è stato solo un artista di eccezionale creatività, certo tra i più innovatori del Novecento; è stato un filosofo e un riformatore». L'amicizia tra i due è documentata nel Carteggio Dubuffet-Trucchi. Lo stesso Dubuffet in una lettera del 3 aprile 1963 a lei personalmente indirizzata, informa che, in seguito alla riunione del consiglio di amministrazione, Lorenza Trucchi è stata iscritta alla Compagnie de l'Art Brut senza la richiesta di alcuna somma da versare.

## Pubblicazioni
- Qualche ritratto da Cézanne a Pollock, Carocci 1961
- Carmelina, Vanni Scheiwiller, Milano 1964
- Jean Dubuffet, De Luca Editori d'Arte, Roma, 1965
- Francis Bacon, Fratelli Fabbri, Milano 1975
- Thames and Hudson, Londra, Abrams New York 1975, Celiv, Parigi 1975-1989
- Franco Sarnari, Vallecchi 1983
- Arte per tutti, Edizioni della Cometa 1992
- Francis Bacon, De Luca Edizioni d'Arte 2005

## Filmografia

### Documentari
- Vie en images, regia di Bozena Garus-Hockuba (1987)
- Marino Mazzacurati - Artigiano della storia, regia di Riccardo Biadene e Gianluca Greco (2010)